# Xiaomi (seria)

Logo używane na urządzeniach Xiaomi z 2021 roku

Seria Xiaomi (poprzednio Mi) – sztandarowa seria smartfonów produkowana przez firmę Xiaomi. Ta seria jest podzielona na kilka podserii: Xiaomi T, Mi Note, Mi Max, MIX, Mi A, Civi (poprzednio Mi CC) i Pad (tablety). W 2021 roku firma podjęła decyzję o usunięciu «Mi» z nazw smartfonów, np. Xiaomi MIX 4.

## Seria Xiaomi
| Model                                                         | Grafika                                    | Typ wyświetlacza                          | Rozmiar wyświetlacza        | Rozdzielczość                                | Data premiery                            | Procesor                                       | Pamięć operacyjna                     | Pamięć użytkownika           | Obsługa LTE      | Obsługa 5G           | Główna kamera                                     | Przednia kamera             | System operacyjny             | System operacyjny                                 |
| Model                                                         | Grafika                                    | Typ wyświetlacza                          | Rozmiar wyświetlacza        | Rozdzielczość                                | Data premiery                            | Procesor                                       | Pamięć operacyjna                     | Pamięć użytkownika           | Obsługa LTE      | Obsługa 5G           | Główna kamera                                     | Przednia kamera             | Początkowy                    | Aktualny                                          |
| ------------------------------------------------------------- | ------------------------------------------ | ----------------------------------------- | --------------------------- | -------------------------------------------- | ---------------------------------------- | ---------------------------------------------- | ------------------------------------- | ---------------------------- | ---------------- | -------------------- | ------------------------------------------------- | --------------------------- | ----------------------------- | ------------------------------------------------- |
| Mi 1                                                          | Xiaomi Mi1                                 | TFT LCD                                   | 4”                          | 854 × 480 (FWVGA)                            | 2011.8                                   | Qualcomm Snapdragon S3 2×1,5 GHz               | 1 GB                                  | 4/8/16 GB + MicroSD          | Nie              | Nie                  | 8 MPx                                             | 2MPx                        | Android 2.3.6 (MIUI V2)       | Android 4.1.2 (MIUI V5)                           |
| Mi 1 Youth                                                    |                                            | TFT LCD                                   | 4”                          | 854 × 480 (FWVGA)                            | 2012.5                                   | 2×1,2 GHz                                      | 768 MB                                | 4 GB + microSD               | Nie              | Nie                  | 8 MPx                                             | brak                        | Android 4.0.4 (MIUI V4)       | Android 4.1.2 (MIUI V5)                           |
| Mi 1S                                                         |                                            | TFT LCD                                   | 4”                          | 854 × 480 (FWVGA)                            | 2012.8                                   | Qualcomm Snapdragon S3 MSM8660 2×1,7 GHz       | 1 GB                                  | 4 GB + microSD               | Nie              | Nie                  | 8 MPx                                             | 2 MPx                       | Android 4.0.4 (MIUI V4)       | Android 4.1.2 (MIUI V5)                           |
| Mi 1S Youth                                                   | 2012.10                                    | TFT LCD                                   | 4”                          | 854 × 480 (FWVGA)                            | Qualcomm Snapdragon S3 MSM8260 2×1,5 GHz |                                                | 1 GB                                  | 4 GB + microSD               | Nie              | Nie                  | 8 MPx                                             | 2 MPx                       | Android 4.0.4 (MIUI V4)       | Android 4.1.2 (MIUI V5)                           |
|                                                               |                                            |                                           |                             |                                              |                                          |                                                |                                       |                              |                  |                      |                                                   |                             |                               |                                                   |
| Mi 2                                                          |                                            | IPS LCD                                   | 4,3”                        | 720 × 1280 (HD)                              | 2012.8                                   | Qualcomm Snapdragon S4 Pro 4×1,5 GHz           | 2 GB                                  | 16 GB                        | Nie              | Nie                  | 8 MPx                                             | 2 MPx                       | Android 4.1.1 (MIUI V4)       | Android 5.0.2 (MIUI 9)                            |
| Mi 2S                                                         | 2013.4                                     | IPS LCD                                   | 4,3”                        | 720 × 1280 (HD)                              | Qualcomm Snapdragon S4 Pro 4×1,7 GHz     | 16 GB                                          | 2 GB                                  | Android 4.1.1 (MIUI V5)      | Nie              | Nie                  | 8 MPx                                             | 2 MPx                       |                               | Android 5.0.2 (MIUI 9)                            |
| Mi 2S                                                         | 2013.4                                     | IPS LCD                                   | 4,3”                        | 720 × 1280 (HD)                              | Qualcomm Snapdragon S4 Pro 4×1,7 GHz     | 32 GB                                          | 2 GB                                  | Android 4.1.1 (MIUI V5)      | Nie              | Nie                  | 13 MPx                                            | 2 MPx                       |                               | Android 5.0.2 (MIUI 9)                            |
| Mi 2A                                                         |                                            | IPS LCD                                   | 4,5”                        | 720 × 1280 (HD)                              | Qualcomm Snapdragon S4 Pro 4×1,7 GHz     | 2013.4                                         | 1 GB                                  | Android 4.1.1 (MIUI V5)      | Nie              | Nie                  | 16 GB                                             | 2 MPx                       | 8 MPx                         | Android 4.4.4 (MIUI 7)                            |
|                                                               |                                            |                                           |                             |                                              |                                          |                                                |                                       |                              |                  |                      |                                                   |                             |                               |                                                   |
| Mi 3 Snapdragon                                               |                                            | IPS LCD                                   | 5”                          | 1080 × 1920 (FHD)                            | 2013.9                                   | Qualcomm Snapdragon 800 4×2,3 GHz              | 2 GB                                  | 16/64 GB                     | Nie              | Nie                  | 13 MPx                                            | 2 MPx                       | Android 4.3 (MIUI V5)         | Android 6.0.1 (MIUI 10)                           |
| Mi 3 Tegra                                                    | 2013.10                                    | IPS LCD                                   | 5”                          | 1080 × 1920 (FHD)                            | Nvidia Tegra 4 4×1,8 GHz                 | Android 4.2.2 (MIUI V5)                        | 2 GB                                  | 16/64 GB                     | Nie              | Nie                  | 13 MPx                                            | 2 MPx                       | Android 5.0 (MIUI 9)          |                                                   |
|                                                               |                                            |                                           |                             |                                              |                                          |                                                |                                       |                              |                  |                      |                                                   |                             |                               |                                                   |
| Mi 4                                                          |                                            | IPS LCD                                   | 5”                          | 1080 × 1920 (FHD)                            | 2014.7                                   | Qualcomm Snapdragon 801 4×2,5 GHz              | 3 GB (wersja WDCMA) 2 GB (wersja LTE) | 16/64 GB                     | Tak (wersja LTE) | Nie                  | 13 MPx                                            | 8 MPx                       | Android 4.4.2 (MIUI V5)       | Android 6.0.1 (MIUI 10)                           |
| Mi 4                                                          | Windows 10 Mobile                          | IPS LCD                                   | 5”                          | 1080 × 1920 (FHD)                            | 2014.7                                   | Qualcomm Snapdragon 801 4×2,5 GHz              | 3 GB (wersja WDCMA) 2 GB (wersja LTE) | 16/64 GB                     | Tak (wersja LTE) | Nie                  | 13 MPx                                            | 8 MPx                       |                               |                                                   |
| Mi 4i                                                         |                                            | IPS LCD                                   | 5”                          | 1080 × 1920 (FHD)                            | 2015.4                                   | Qualcomm Snapdragon 615 4×1,7 GHz i 4×1 GHz    | 2 GB                                  | 16 GB 32 GB                  | Tak              | Nie                  | 13 MPx                                            | 8 MPx                       | Android 5.0.2 (MIUI 6)        | Android 7.0 (MIUI 9)                              |
| Mi 4c                                                         |                                            | IPS LCD                                   | 5”                          | 1080 × 1920 (FHD)                            | 2015.9                                   | Qualcomm Snapdragon 808 4×1,4 GHz i 2×1,8 GHz  | 2 GB 3 GB                             | 16 GB 32 GB                  | Tak              | Nie                  | 13 MPx                                            | 5 MPx                       | Android 5.1.1 (MIUI 7)        | Android 7.0 (MIUI 10)                             |
| Mi 4S                                                         |                                            | IPS LCD                                   | 5”                          | 1080 × 1920 (FHD)                            | 2016.3                                   | Qualcomm Snapdragon 808 4×1,4 GHz i 2×1,8 GHz  | 3 GB                                  | 64 GB + MicroSD              | Tak              | Nie                  | 13 MPx                                            | 5 MPx                       | Android 5.1.1 (MIUI 7)        | Android 7.0 (MIUI 10)                             |
|                                                               |                                            |                                           |                             |                                              |                                          |                                                |                                       |                              |                  |                      |                                                   |                             |                               |                                                   |
| Mi 5                                                          |                                            | IPS LCD                                   | 5,15"                       | 1080 × 1920 (FHD)                            | 2016.2                                   | Qualcomm Snapdragon 820 2×1,8 GHz i 2×1,36 GHz | 3 GB                                  | 32 GB                        | Tak              | Nie                  | 16 MPx                                            | 4 MPx                       | Android 6.0.1 (MIUI 7)        | Android 8.0 (MIUI 10)                             |
| Mi 5                                                          | Qualcomm Snapdragon 820 2,15 GHz i 1,6 GHz | IPS LCD                                   | 5,15"                       | 1080 × 1920 (FHD)                            | 2016.2                                   | 3 GB                                           | 64 GB                                 |                              | Tak              | Nie                  | 16 MPx                                            | 4 MPx                       | Android 6.0.1 (MIUI 7)        | Android 8.0 (MIUI 10)                             |
| Mi 5                                                          | Qualcomm Snapdragon 820 2,15 GHz i 1,6 GHz | IPS LCD                                   | 5,15"                       | 1080 × 1920 (FHD)                            | 2016.2                                   | 4 GB                                           | 128 GB                                |                              | Tak              | Nie                  | 16 MPx                                            | 4 MPx                       | Android 6.0.1 (MIUI 7)        | Android 8.0 (MIUI 10)                             |
| Mi 5s                                                         |                                            | IPS LCD                                   | 5,15"                       | 1080 × 1920 (FHD)                            | 2016.10                                  | Qualcomm Snapdragon 821 2×2,15 GHz i 2×1,6 GHz | 3 GB 4 GB                             | 64 GB 128 GB                 | Tak              | Nie                  | 12 MPx                                            | 4 MPx                       | Android 6.0.1 (MIUI 8)        | Android 8.0 (MIUI 11)                             |
| Mi 5s Plus                                                    |                                            | IPS LCD                                   | 5,7”                        | 1080 × 1920 (FHD)                            | 2016.10                                  | Qualcomm Snapdragon 821 2×2,35 GHz i 2×1,6 GHz | 4 GB 6 GB                             | 64 GB 128 GB                 | Tak              | Nie                  | 2x 13 MPx                                         | 4 MPx                       | Android 6.0.1 (MIUI 8)        | Android 8.0 (MIUI 11)                             |
| Mi 5c                                                         |                                            | IPS LCD                                   | 5,15"                       | 1080 × 1920 (FHD)                            | 2017.03                                  | Xiaomi Surge S1 4×2,2 GHz i 4×1,4 GHz          | 3 GB                                  | 64 GB                        | Tak              | Nie                  | 12 MPx                                            | 8 MPx                       | Android 6.0.1 (MIUI 8)        | Android 7.1.2 (MIUI 11)                           |
| Mi 5X Globalny: Mi A1                                         | Xiaomi Mi 5x                               | LTPS LCD                                  | 5,5"                        | 1080 × 1920 (FHD)                            | 2017.08                                  | Qualcomm Snapdragon 625 8×2 GHz                | 4 GB                                  | 64 GB + MicroSD              | Tak              | Nie                  | 2×12 MPx                                          | 5 MPX                       | Android 7.1.2 (MIUI 8)        | Android 8.1 (MIUI 11)                             |
|                                                               |                                            |                                           |                             |                                              |                                          |                                                |                                       |                              |                  |                      |                                                   |                             |                               |                                                   |
| Mi 6                                                          |                                            | IPS LCD                                   | 5,15”                       | 1080 × 1920 (FHD)                            | 2017.04                                  | Qualcomm Snapdragon 835 4×2,45 GHz i 4×1,9 GHz | 4 GB 6 GB                             | 64 GB 128 GB                 | Tak              | Nie                  | 2×12 MPx                                          | 8 MPx                       | Android 7.1.2 (MIUI 8)        | Android 9 (MIUI 11)                               |
| Mi 6XGlobalny: Mi A2                                          |                                            | LTPS LCD                                  | 5,99"                       | 1080 × 2248 (FHD+)                           | 2018.04                                  | Qualcomm Sapdragon 660 4×2,2 GHz i 4×1,8 GHz   | 4 GB 6 GB                             | 64GB 128 GB                  | Tak              | Nie                  | 12Mpx 20Mpx                                       | 20 Mpx                      | Android 8.1 (MIUI 9)          | Android 9 (MIUI 12)                               |
|                                                               |                                            |                                           |                             |                                              |                                          |                                                |                                       |                              |                  |                      |                                                   |                             |                               |                                                   |
| Mi 8                                                          |                                            | AMOLED                                    | 6,21"                       | 1080 × 2248 (FHD+)                           | 2018.06                                  | Qualcomm Snapdragon 845                        | 6 GB                                  | 64 GB 128 GB 256 GB          | Tak              | Nie                  | 2x 12MPx                                          | 20 MPx                      | Android 8.1 (MIUI 9)          | Android 10 (MIUI 12 - globalny MIUI 12.5 - Chiny) |
| Mi 8 Explorer Edition                                         |                                            | AMOLED                                    | 6,21"                       | 1080 × 2248 (FHD+)                           | 2018.06                                  | Qualcomm Snapdragon 845                        | 8 GB                                  | 128 GB                       | Tak              | Nie                  | 2x 12MPx                                          | 20 MPx                      | Android 8.1 (MIUI 9)          | Android 10 (MIUI 12.5)                            |
| Mi 8 Pro Chiny: Mi 8 UD                                       | 2018.09                                    | AMOLED                                    | 6,21"                       | 1080 × 2248 (FHD+)                           | 6 GB 8 GB                                | Qualcomm Snapdragon 845                        |                                       | 128 GB                       | Tak              | Nie                  | Android 10 (MIUI 12 - globalny MIUI 12.5 - Chiny) | 20 MPx                      | Android 8.1 (MIUI 9)          |                                                   |
| Mi 8 SE                                                       |                                            | AMOLED                                    | 5,88"                       | 1080 × 2248 (FHD+)                           | 2018.06                                  | Qualcomm Snapdragon 710                        | 4 GB 6 GB                             | 64 GB                        | Tak              | Nie                  | 12MPx + 5MPx                                      | 20 MPx                      | Android 8.1 (MIUI 9)          | Android 10 (MIUI 12.5)                            |
| Mi 8 Lite                                                     |                                            | IPS LCD                                   | 6,26"                       | 1080 × 2280 (FHD+)                           | 2018.09                                  | Qualcomm Sapdragon 660 4×2,2 GHz i 4×1,8 GHz   | 4 GB 6 GB                             | 64 GB 128 GB                 | Tak              | Nie                  | 12MPx + 5MPx                                      | 24 MPx                      | Android 8.1 (MIUI 9)          | Android 10 (MIUI 12 - globalny MIUI 12.5 - Chiny) |
|                                                               |                                            |                                           |                             |                                              |                                          |                                                |                                       |                              |                  |                      |                                                   |                             |                               |                                                   |
| Mi 9                                                          |                                            | AMOLED                                    | 6,39"                       | 1080 × 2340 (FHD+)                           | 2019.02                                  | Qualcomm Snapdragon 855                        | 6 GB 8 GB                             | 64 GB 128 GB                 | Tak              | Nie                  | 16MPx + 12MPx + 48MPx                             | 20 MPx                      | Android 9 (MIUI 10)           | Android 11 (MIUI 12.5)                            |
| Mi 9 SE                                                       |                                            | AMOLED                                    | 5,97"                       | 1080 × 2340 (FHD+)                           | 2019.02                                  | Snapdragon 710                                 | 6 GB                                  | 64 GB 128 GB                 | Tak              | Nie                  | 48MPx + 13MPx + 8MPx                              | 20 MPx                      | Android 9 (MIUI 10)           | Android 11 (MIUI 12.5)                            |
| Mi 9 Lite Chiny: Mi CC9                                       |                                            | Super AMOLED                              | 6,39"                       | 1080 × 2340 (FHD+)                           | 2019.09                                  | Snapdragon 710                                 | 6 GB 8 GB                             | 64 GB 128 GB 256 GB          | Tak              | Nie                  | 48MPx + 8MPx + 2MPx                               | 32 MPx                      | Android 9 (MIUI 10)           | Android 11 (MIUI 12.5)                            |
| Mi 9 Pro                                                      |                                            | Super AMOLED                              | 6,39"                       | 1080 × 2340 (FHD+)                           | 2019.09                                  | Snapdragon 855+                                | 8 GB 12 GB                            | 128 GB 256 GB 512 GB         | Tak              | Tak                  | 48MPx + 12MPx + 16MPx                             | 20MPx                       | Android 9 (MIUI 10)           | Android 11 (MIUI 13)                              |
|                                                               |                                            |                                           |                             |                                              |                                          |                                                |                                       |                              |                  |                      |                                                   |                             |                               |                                                   |
| Mi 10                                                         |                                            | Zakrzywiony AMOLED                        | 6,67"                       | 1080 × 2340 (FHD+)                           | 2020.02                                  | Snapdragon 865                                 | 8 GB 12 GB                            | 128 GB 256 GB                | Tak              | Tak                  | 108MPx + 13MPx+ 2x 2MPx                           | 20 MPx                      | Android 10 (MIUI 11)          | Android 13 (Xiaomi HyperOS)                       |
| Mi 10 Pro                                                     |                                            | Zakrzywiony AMOLED                        | 6,67"                       | 1080 × 2340 (FHD+)                           | 2020.02                                  | Snapdragon 865                                 | 8 GB 12 GB                            | 256 GB 512 GB                | Tak              | Tak                  | 108MPx + 20MPx + 12MPx + 8MPx                     | 20 MPx                      | Android 10 (MIUI 11)          | Android 13 (Xiaomi HyperOS)                       |
| Mi 10 Ultra                                                   |                                            | Zakrzywiony AMOLED                        | 6,67"                       | 1080 × 2340 (FHD+)                           | 2020.08                                  | Snapdragon 865                                 | 8 GB 12 GB 16 GB                      | 128 GB 256 GB 512 GB         | Tak              | Tak                  | 48MPx + 48MPx + 20MPx + 12MPx                     | 20 MPx                      | Android 10 (MIUI 12)          | Android 13 (Xiaomi HyperOS)                       |
| Mi 10 Lite 5G                                                 |                                            | AMOLED                                    | 6,57"                       | 1080 × 2340 (FHD+)                           | 2020.03                                  | Qualcomm Snapdragon 765G                       | 6 GB 8 GB                             | 128 GB                       | Tak              | Tak                  | 48MPx + 8MPx + 5MPx + 2MPx                        | 16 MPx                      | Android 10 (MIUI 11)          | Android 12 (MIUI 13)                              |
| Mi 10 Lite Zoom Edition Chiny: Mi 10 Youth Edition            | 2020.04                                    | AMOLED                                    | 6,57"                       | 1080 × 2340 (FHD+)                           | 64 GB 128 GB 256 GB                      | Qualcomm Snapdragon 765G                       | 6 GB 8 GB                             | 48MPx + 8MPx + 8MPx + 2MPx   | Tak              | Tak                  |                                                   | 16 MPx                      | Android 10 (MIUI 11)          | Android 12 (MIUI 13)                              |
| Mi 10i Chiny: Redmi Note 9 Pro 5G                             |                                            | IPS LCD                                   | 6,67"                       | 1080 × 2340 (FHD+)                           | 2021.01                                  | Qualcomm Snapdragon 705G                       | 6 GB 8 GB                             | 128 GB                       | Tak              | Tak                  | 108MPx + 8MPx+ 2x 2MPx                            | 16 MPx                      | Android 10 (MIUI 12)          | Android 12 (MIUI 14)                              |
| Mi 10S                                                        |                                            | Zakrzywiony AMOLED                        | 6,67"                       | 1080 × 2340 (FHD+)                           | 2021.03                                  | Snapdragon 870                                 | 8 GB 12 GB                            | 128 GB 256 GB                | Tak              | Tak                  | 108MPx + 13MPx+ 2x 2MPx                           | 20 MPx                      | Android 11 (MIUI 12)          | Android 13 (Xiaomi HyperOS)                       |
|                                                               |                                            |                                           |                             |                                              |                                          |                                                |                                       |                              |                  |                      |                                                   |                             |                               |                                                   |
| Mi 11                                                         |                                            | Zakrzywiony AMOLED                        | 6,81"                       | 1440 × 3200 (QHD+)                           | 2020.12                                  | Qualcomm Snapdragon 888                        | 6 GB 8 GB 12 GB                       | 128 GB 256 GB                | Tak              | Tak                  | 108MPx + 13MPx + 5MPx                             | 20 MPx                      | Android 11 (MIUI 12)          | Android 14 (Xiaomi HyperOS 2)                     |
| Mi 11 Pro                                                     |                                            | Zakrzywiony AMOLED                        | 6,81"                       | 1440 × 3200 (QHD+)                           | 2021.03                                  | Qualcomm Snapdragon 888                        | 8 GB 12 GB                            | 128 GB 256 GB                | Tak              | Tak                  | 50MPx + 13MPx + 8MPx                              | 20 MPx                      | Android 11 (MIUI 12)          | Android 14 (Xiaomi HyperOS 2)                     |
| Mi 11 Pro Ultra                                               |                                            | Przedni: Zakrzywiony AMOLED Tylny: AMOLED | Przedni: 6,81" Tylny: 6,81" | Przedni: 1440 × 3200 (QHD+) Tylny: 126 × 294 | 2021.03                                  | Qualcomm Snapdragon 888                        | 8 GB 12 GB                            | 256 GB 512 GB                | Tak              | Tak                  | 50MPx + 48MPx + 48MPx                             | 20 MPx                      | Android 11 (MIUI 12)          | Android 14 (Xiaomi HyperOS 2)                     |
| Mi 11 Lite                                                    |                                            | AMOLED                                    | 6,55"                       | 1080 × 2400 (FHD+)                           | 2021.03                                  | Qualcomm Snapdragon 732G                       | 4 GB 6 GB 8 GB                        | 64 GB 128 GB 256 GB          | Tak              | Nie                  | 64MPx + 8MPx + 5MPx                               | 16 MPx                      | Android 11 (MIUI 12)          | Android 13 (MIUI 14)                              |
| Mi 11 Lite 5G Chiny: Mi 11 Youth                              | Qualcomm Snapdragon 780G                   | AMOLED                                    | 6,55"                       | 1080 × 2400 (FHD+)                           | 2021.03                                  | 6 GB 8 GB                                      | Tak                                   | 64 GB 128 GB 256 GB          | Tak              | 20 MPx               | 64MPx + 8MPx + 5MPx                               |                             | Android 11 (MIUI 12)          | Android 13 (MIUI 14)                              |
| Mi 11i Chiny: Redmi K40 Pro+ India: Mi 11X Pro                |                                            | Super AMOLED                              | 6,67"                       | 1080 × 2400 (FHD+)                           | 2021.03                                  | Qualcomm Snapdragon 888                        | Tak                                   | 8 GB                         | Tak              | 20 MPx               | 128 GB 256 GB                                     | 108MPx + 8MPx + 5MPx        | Android 11 (MIUI 12)          | Android 14 (Xiaomi HyperOS)                       |
| Mi 11X Pro Globalny: Mi 11i Chiny: Redmi K40 Pro+             | 2021.04                                    | Super AMOLED                              | 6,67"                       | 1080 × 2400 (FHD+)                           | Android 14 (Xiaomi HyperOS)              | Qualcomm Snapdragon 888                        | Tak                                   | 8 GB                         | Tak              | 20 MPx               | 128 GB 256 GB                                     | 108MPx + 8MPx + 5MPx        | Android 11 (MIUI 12)          |                                                   |
| Mi 11X Globalny: Poco F3 Chiny: Redmi K40                     | 2021.04                                    | Super AMOLED                              | 6,67"                       | 1080 × 2400 (FHD+)                           | Qualcomm Snapdragon 870                  | 6 GB 8 GB                                      | Tak                                   | 128 GB                       | Tak              | 20 MPx               | 48MPx + 8MPx + 5MPx                               | Android 13 (Xiaomi HyperOS) | Android 11 (MIUI 12)          |                                                   |
| Xiaomi 11 Lite 5G NE India: Xiaomi 11 Lite NE Chiny: Mi 11 LE |                                            | AMOLED                                    | 6,55"                       | 1080 × 2400 (FHD+)                           | 2021.09                                  | 6 GB 8 GB                                      | Tak                                   | Qualcomm Snapdragon 778G     | Tak              | 20 MPx               | 128 GB 256 GB                                     | 64MPx + 8MPx + 5MPx         | Android 11 (MIUI 12.5)        | Android 14 (Xiaomi HyperOS 2)                     |
| Xiaomi 11i Chiny: Redmi Note 11 Pro                           |                                            | AMOLED                                    | 6,67"                       | 1080 × 2400 (FHD+)                           | 2022.01                                  | 6 GB 8 GB                                      | Tak                                   | MediaTek Dimensity 920       | Tak              | 108MPx + 8MPx + 2MPx | 128 GB 256 GB                                     | 16 MPx                      | Android 11 (MIUI 12.5)        | Android 13 (Xiaomi HyperOS)                       |
| Xiaomi 11i HyperCharge Globalny: Redmi Note 11 Pro+           |                                            | AMOLED                                    | 6,67"                       | 1080 × 2400 (FHD+)                           | 2022.01                                  | 6 GB 8 GB                                      | Tak                                   | MediaTek Dimensity 920       | Tak              | 108MPx + 8MPx + 2MPx | 128 GB 256 GB                                     | 16 MPx                      | Android 11 (MIUI 12.5)        | Android 13 (Xiaomi HyperOS)                       |
|                                                               |                                            |                                           |                             |                                              |                                          |                                                |                                       |                              |                  |                      |                                                   |                             |                               |                                                   |
| Xiaomi 12X                                                    |                                            | Zakrzywiony AMOLED                        | 6,28"                       | 1080 × 2400 (FHD+)                           | 2021.12                                  | Qualcomm Snapdragon 870                        | 8 GB 12 GB                            | 128 GB 256 GB                | Tak              | Tak                  | 50MPx + 13MPx + 5MPx                              | 32 MPx                      | Android 11 (MIUI 13)          | Android 13 (Xiaomi HyperOS)                       |
| Xiaomi 12                                                     | Qualcomm Snapdragon 8 Gen 1                | Zakrzywiony AMOLED                        | 6,28"                       | 1080 × 2400 (FHD+)                           | 2021.12                                  | Android 12 (MIUI 13)                           | 8 GB 12 GB                            | 128 GB 256 GB                | Tak              | Tak                  | 50MPx + 13MPx + 5MPx                              | 32 MPx                      | Android 15 (Xiaomi HyperOS 2) |                                                   |
| Xiaomi 12 Pro                                                 | Qualcomm Snapdragon 8 Gen 1                |                                           | Zakrzywiony LTPO AMOLED     | 6,73"                                        | 2021.12                                  | Android 12 (MIUI 13)                           | 8 GB 12 GB                            | 128 GB 256 GB                | Tak              | Tak                  | 1440 × 3200 (QHD+)                                | 32 MPx                      | Android 15 (Xiaomi HyperOS 2) | 50MPx + 50MPx + 50MPx                             |
| Xiaomi 12 Pro Dimensity                                       | 1440 × 3200 (QHD+)                         | 2022.07                                   | Zakrzywiony LTPO AMOLED     | 6,73"                                        | MediaTek Dimensity 9000+                 | Android 12 (MIUI 13)                           | 8 GB 12 GB                            | 128 GB 256 GB                | Tak              | Tak                  |                                                   | 32 MPx                      | Android 14 (Xiaomi HyperOS 2) |                                                   |
| Xiaomi 12S                                                    |                                            | 2022.07                                   | Zakrzywiony AMOLED          | 6,28"                                        | 1080 × 2400 (FHD+)                       | Android 12 (MIUI 13)                           | 8 GB 12 GB                            | Qualcomm Snapdragon 8+ Gen 1 | Tak              | Tak                  | 128 GB 256 GB 512 GB                              | 32 MPx                      | 50MPx + 13MPx + 5MPx          |                                                   |
| Xiaomi 12S Pro                                                |                                            | 2022.07                                   | Zakrzywiony LTPO AMOLED     | 6,73"                                        | 1440 × 3200 (QHD+)                       | Android 12 (MIUI 13)                           | 8 GB 12 GB                            | Qualcomm Snapdragon 8+ Gen 1 | Tak              | Tak                  | 128 GB 256 GB 512 GB                              | 32 MPx                      | 50MPx + 50MPx + 50MPx         |                                                   |
| Xiaomi 12S Ultra                                              |                                            | 2022.07                                   | Zakrzywiony LTPO AMOLED     | 6,73"                                        | 1440 × 3200 (QHD+)                       | Android 12 (MIUI 13)                           | 8 GB 12 GB                            | Qualcomm Snapdragon 8+ Gen 1 | Tak              | Tak                  | 128 GB 256 GB 512 GB                              | 32 MPx                      | 50MPx + 48MPx + 48MPx         | Android 15 (Xiaomi HyperOS 2)                     |
| Xiaomi 12 Lite                                                |                                            | 2022.07                                   | AMOLED                      | 6,55"                                        | 1080 × 2400 (FHD+)                       | Android 12 (MIUI 13)                           | Qualcomm Snapdragon 778G              | 8 GB                         | Tak              | Tak                  | 128 GB 256 GB                                     | 32 MPx                      | 108MPx + 8MPx + 2MPx          | Android 14 (Xiaomi HyperOS)                       |
|                                                               |                                            |                                           |                             |                                              |                                          |                                                |                                       |                              |                  |                      |                                                   |                             |                               |                                                   |
| Xiaomi 13                                                     |                                            | AMOLED                                    | 6,36"                       | 1080 × 2400 (FHD+)                           | 2022.12                                  | Qualcomm Snapdragon 8 Gen 2                    | 8 GB 12 GB                            | 128 GB 256 GB 512 GB         | Tak              | Tak                  | 50MPx + 12MPx + 10MPx                             | 32 MPx                      | Android 13 (MIUI 14)          | Android 15 (Xiaomi HyperOS 2)                     |
| Xiaomi 13 Pro                                                 |                                            | Zakrzywiony LTPO AMOLED                   | 6,73"                       | 1440 × 3200 (QHD+)                           | 2022.12                                  | Qualcomm Snapdragon 8 Gen 2                    | 8 GB 12 GB                            | 128 GB 256 GB 512 GB         | Tak              | Tak                  | 50MPx + 50MPx + 50MPx                             | 32 MPx                      | Android 13 (MIUI 14)          | Android 15 (Xiaomi HyperOS 2)                     |
| Xiaomi 13 Lite                                                |                                            | Zakrzywiony AMOLED                        | 6,55"                       | 1080 × 2400 (FHD+)                           | 2023.02                                  | Qualcomm Snapdragon 7 Gen 1                    | 8 GB                                  | 64 GB 128 GB 256 GB          | Tak              | Tak                  | 50MPx + 8MPx + 2MPx                               | 32 MPx + 8 MPx              | Android 12 (MIUI 14)          | Android 15 (Xiaomi HyperOS 2)                     |
| Xiaomi 13 Ultra                                               |                                            | Zakrzywiony LTPO AMOLED                   | 6,73"                       | 1440 × 3200 (QHD+)                           | 2023.04                                  | Qualcomm Snapdragon 8 Gen 2                    | 12 GB 16 GB                           | 256 GB 512 GB 1 TB           | Tak              | Tak                  | 50MPx + 50MPx + 50MPx + 50MPx                     | 32 MPx                      | Android 13 (MIUI 14)          | Android 15 (Xiaomi HyperOS 2)                     |
|                                                               |                                            |                                           |                             |                                              |                                          |                                                |                                       |                              |                  |                      |                                                   |                             |                               |                                                   |
| Xiaomi 14                                                     |                                            | LTPO OLED                                 | 6,36"                       | 1200 × 2670                                  | 2023.10                                  | Qualcomm Snapdragon 8 Gen 3                    | 8 GB 12 GB                            | 256 GB 512 GB 1 TB           | Tak              | Tak                  | 50MPx + 50MPx + 50MPx                             | 32 MPx                      | Android 14 (Xiaomi HyperOS)   | Android 15 (Xiaomi HyperOS 2)                     |
| Xiaomi 14 Pro                                                 |                                            | Zakrzywiony LTPO AMOLED                   | 6,73"                       | 1440 × 3200 (QHD+)                           | 2023.10                                  | Qualcomm Snapdragon 8 Gen 3                    | 12 GB 16 GB                           | 256 GB 512 GB 1 TB           | Tak              | Tak                  | 50MPx + 50MPx + 50MPx                             | 32 MPx                      | Android 14 (Xiaomi HyperOS)   | Android 15 (Xiaomi HyperOS 2)                     |
| Xiaomi 14 Ultra                                               |                                            | LTPO AMOLED                               | 6,73"                       | 1440 × 3200 (QHD+)                           | 2024.02                                  | Qualcomm Snapdragon 8 Gen 3                    | 12 GB 16 GB                           | 256 GB 512 GB 1 TB           | Tak              | Tak                  | 50MPx + 50MPx + 50MPx + 50MPx                     | 32 MPx                      | Android 14 (Xiaomi HyperOS)   | Android 15 (Xiaomi HyperOS 2)                     |
| Xiaomi 14 Civi Chiny: Civi 4 Pro                              |                                            | AMOLED                                    | 6,55"                       | 1236 × 2750                                  | 2024.06                                  | Qualcomm Snapdragon 8s Gen 3                   | 8 GB 12 GB                            | 256 GB 512 GB                | Tak              | Tak                  | 50MPx + 12MPx + 50MPx                             | 32 MPx + 32 MPx             | Android 14 (Xiaomi HyperOS)   | Android 15 (Xiaomi HyperOS 2)                     |
|                                                               |                                            |                                           |                             |                                              |                                          |                                                |                                       |                              |                  |                      |                                                   |                             |                               |                                                   |
| Xiaomi 15                                                     |                                            | LTPO AMOLED                               | 6,36"                       | 1200 × 2670                                  | 2024.10                                  | Qualcomm Snapdragon 8 Elite                    | 12 GB 16 GB                           | 256 GB 512 GB 1 TB           | Tak              | Tak                  | 50MPx + 50MPx + 50MPx                             | 32 MPx                      | Android 15 (Xiaomi HyperOS 2) | Android 15 (Xiaomi HyperOS 2)                     |
| Xiaomi 15 Pro                                                 |                                            | LTPO AMOLED                               | 6,73"                       | 1440 × 3200 (QHD+)                           | 2024.10                                  | Qualcomm Snapdragon 8 Elite                    | 12 GB 16 GB                           | 256 GB 512 GB 1 TB           | Tak              | Tak                  | 50MPx + 50MPx + 50MPx                             | 32 MPx                      | Android 15 (Xiaomi HyperOS 2) | Android 15 (Xiaomi HyperOS 2)                     |
| Xiaomi 15 Ultra                                               |                                            | LTPO AMOLED                               | 6,73"                       | 1440 × 3200 (QHD+)                           | 2025.02                                  | Qualcomm Snapdragon 8 Elite                    | 12 GB 16 GB                           | 256 GB 512 GB 1 TB           | Tak              | Tak                  | 50MPx + 50MPx + 200MPx + 50MPx                    | 32 MPx                      | Android 15 (Xiaomi HyperOS 2) | Android 15 (Xiaomi HyperOS 2)                     |
| Xiaomi 15S Pro                                                |                                            | LTPO AMOLED                               | 6,73"                       | 1440 × 3200 (QHD+)                           | 2025.05                                  | Xiaomi Xring O1                                | 16 GB                                 | 512 GB 1 TB                  | Tak              | Tak                  | 50MPx + 50MPx + 50MPx                             | 32 MPx                      | Android 15 (Xiaomi HyperOS 2) | Android 15 (Xiaomi HyperOS 2)                     |
| Model                                                         | Grafika                                    | Typ wyświetlacza                          | Rozmiar wyświetlacza        | Rozdzielczość                                | Data premiery                            | Procesor                                       | Pamięć operacyjna                     | Pamięć użytkownika           | Obsługa LTE      | Obsługa 5G           | Główna kamera                                     | Przednia kamera             | System operacyjny             | System operacyjny                                 |
| Model                                                         | Grafika                                    | Typ wyświetlacza                          | Rozmiar wyświetlacza        | Rozdzielczość                                | Data premiery                            | Procesor                                       | Pamięć operacyjna                     | Pamięć użytkownika           | Obsługa LTE      | Obsługa 5G           | Główna kamera                                     | Przednia kamera             | Początkowy                    | Aktualny                                          |

## Seria T
| Model                           | Grafika                      | Typ wyświetlacza | Rozmiar wyświetlacza | Rozdzielczość      | Data premiery  | Procesor                      | Pamięć operacyjna    | Pamięć użytkownika     | Obsługa 5G | Główna kamera              | Przednia kamera | System operacyjny           | System operacyjny             |
| Model                           | Grafika                      | Typ wyświetlacza | Rozmiar wyświetlacza | Rozdzielczość      | Data premiery  | Procesor                      | Pamięć operacyjna    | Pamięć użytkownika     | Obsługa 5G | Główna kamera              | Przednia kamera | Początkowy                  | Aktualny                      |
| ------------------------------- | ---------------------------- | ---------------- | -------------------- | ------------------ | -------------- | ----------------------------- | -------------------- | ---------------------- | ---------- | -------------------------- | --------------- | --------------------------- | ----------------------------- |
| Mi 9T rebrand Redmi K20         |                              | AMOLED           | 6,39"                | 1080 × 2340 (FHD+) | 2019.06        | Snapdragon 730                | 6 GB                 | 64 GB 128 GB           | Nie        | 48MPx + 13MPx + 8MPx       | 20 MPx          | Android 9 (MIUI 10)         | Android 11 (MIUI 12)          |
| Mi 9T Pro rebrand Redmi K20 Pro | 2019.08                      | AMOLED           | 6,39"                | 1080 × 2340 (FHD+) | Snapdragon 855 | 6 GB 8 GB                     | 64 GB 128 GB 256 GB  | Android 11 (MIUI 12.5) | Nie        | 48MPx + 13MPx + 8MPx       | 20 MPx          | Android 9 (MIUI 10)         |                               |
|                                 |                              |                  |                      |                    |                |                               |                      |                        |            |                            |                 |                             |                               |
| Mi 10T Chiny: Redmi K30S Ultra  |                              | IPS LCD          | 6,67"                | 1080 × 2400 (FHD+) | 2020.09        | Qualcomm Snapdragon 865       | 6 GB 8 GB            | 128 GB                 | Tak        | 64MPx + 13MPx + 5MPx       | 20 MPx          | Android 10 (MIUI 12)        | Android 12 (MIUI 14)          |
| Mi 10T Pro                      | 8 GB                         | IPS LCD          | 6,67"                | 1080 × 2400 (FHD+) | 2020.09        | Qualcomm Snapdragon 865       | 128 GB 256 GB        | 108MPx + 13MPx + 5MPx  | Tak        |                            | 20 MPx          | Android 10 (MIUI 12)        | Android 12 (MIUI 14)          |
| Mi 10T Lite                     |                              | IPS LCD          | 6,67"                | 1080 × 2400 (FHD+) | 2020.09        | Qualcomm Snapdragon 750G      | 6 GB                 | 64 GB 128 GB           | Tak        | 64MPx + 8MPx + 2MPx + 2MPx | 16 MPx          | Android 10 (MIUI 12)        | Android 12 (MIUI 14)          |
|                                 |                              |                  |                      |                    |                |                               |                      |                        |            |                            |                 |                             |                               |
| Xiaomi 11T                      |                              | AMOLED           | 6,67"                | 1080 × 2400 (FHD+) | 2021.09        | MediaTek Dimensity 1200-Ultra | 8 GB                 | 128 GB 256 GB          | Tak        | 108MPx + 8MPx + 5MPx       | 16 MPx          | Android 11 (MIUI 12.5)      | Android 14 (Xiaomi HyperOS)   |
| Xiaomi 11T Pro                  | Qualcomm Snapdragon 888      | AMOLED           | 6,67"                | 1080 × 2400 (FHD+) | 2021.09        | 8 GB 12 GB                    |                      | 128 GB 256 GB          | Tak        | 108MPx + 8MPx + 5MPx       | 16 MPx          | Android 11 (MIUI 12.5)      | Android 14 (Xiaomi HyperOS)   |
|                                 |                              |                  |                      |                    |                |                               |                      |                        |            |                            |                 |                             |                               |
| Xiaomi 12T                      |                              | AMOLED           | 6,67"                | 1220 × 2712        | 2022.10        | MediaTek Dimensity 8100 Ultra | 8 GB                 | 128 GB 256 GB          | Tak        | 108MPx + 8MPx + 2MPx       | 20 MPx          | Android 12 (MIUI 13)        | Android 15 (Xiaomi HyperOS 2) |
| Xiaomi 12T Pro                  | Qualcomm Snapdragon 8+ Gen 1 | AMOLED           | 6,67"                | 1220 × 2712        | 2022.10        | 8 GB 12 GB                    | 200MPx + 8MPx + 2MPx | 128 GB 256 GB          | Tak        |                            | 20 MPx          | Android 12 (MIUI 13)        | Android 15 (Xiaomi HyperOS 2) |
|                                 |                              |                  |                      |                    |                |                               |                      |                        |            |                            |                 |                             |                               |
| Xiaomi 13T                      |                              | AMOLED           | 6,67"                | 1220 × 2712        | 2023.09        | MediaTek Dimensity 8200 Ultra | 8 GB 12 GB           | 256 GB                 | Tak        | 50MPx + 12MPx + 50MPx      | 20 MPx          | Android 13 (MIUI 14)        | Android 15 (Xiaomi HyperOS 2) |
| Xiaomi 13T Pro                  | MediaTek Dimensity 9200+     | AMOLED           | 6,67"                | 1220 × 2712        | 2023.09        | 12 GB 16 GB                   | 256 GB 512 GB 1 TB   |                        | Tak        | 50MPx + 12MPx + 50MPx      | 20 MPx          | Android 13 (MIUI 14)        | Android 15 (Xiaomi HyperOS 2) |
|                                 |                              |                  |                      |                    |                |                               |                      |                        |            |                            |                 |                             |                               |
| Xiaomi 14T                      |                              | AMOLED           | 6,67"                | 1220 × 2712        | 2024.09        | MediaTek Dimensity 8300 Ultra | 12 GB 16 GB          | 256 GB 512 GB          | Tak        | 50MPx + 12MPx + 50MPx      | 32 MPx          | Android 14 (Xiaomi HyperOS) | Android 15 (Xiaomi HyperOS 2) |
| Xiaomi 14T Pro                  |                              | AMOLED           | 6,67"                | 1220 × 2712        | 2024.09        | MediaTek Dimensity 9300+      | 12 GB 16 GB          | 256 GB 512 GB 1 TB     | Tak        | 50MPx + 12MPx + 50MPx      | 32 MPx          | Android 14 (Xiaomi HyperOS) | Android 15 (Xiaomi HyperOS 2) |
| Model                           | Grafika                      | Typ wyświetlacza | Rozmiar wyświetlacza | Rozdzielczość      | Data premiery  | Procesor                      | Pamięć operacyjna    | Pamięć użytkownika     | Obsługa 5G | Główna kamera              | Przednia kamera | System operacyjny           | System operacyjny             |
| Model                           | Grafika                      | Typ wyświetlacza | Rozmiar wyświetlacza | Rozdzielczość      | Data premiery  | Procesor                      | Pamięć operacyjna    | Pamięć użytkownika     | Obsługa 5G | Główna kamera              | Przednia kamera | Początkowy                  | Aktualny                      |

## Seria Mi Note
| Model                                     | Grafika            | Typ wyświetlacza   | Rozmiar wyświetlacza | Rozdzielczość  | Data premiery | Procesor                                                                            | Pamięć operacyjna | Pamięć użytkownika | Główna kamera                             | Przednia kamera | System operacyjny      | System operacyjny     |
| Model                                     | Grafika            | Typ wyświetlacza   | Rozmiar wyświetlacza | Rozdzielczość  | Data premiery | Procesor                                                                            | Pamięć operacyjna | Pamięć użytkownika | Główna kamera                             | Przednia kamera | Początkowy             | Aktualny              |
| ----------------------------------------- | ------------------ | ------------------ | -------------------- | -------------- | ------------- | ----------------------------------------------------------------------------------- | ----------------- | ------------------ | ----------------------------------------- | --------------- | ---------------------- | --------------------- |
| Mi Note                                   |                    | IPS LCD            | 5,7"                 | FHD 1080p      | 2015.01       | Qualcomm Snapdragon 801 4×2,5 GHz                                                   | 3 GB              | 16 GB 64 GB        | 13 MPx                                    | 4 MPx           | Android 4.4.4 (MIUI 6) | Android 6.0 (MIUI 9)  |
| Mi Note Pro                               | Xiaomi Mi Note Pro | IPS LCD            | 5,7"                 | QHD 1440p      | 2015.02       | Qualcomm Snapdragon 810 4×1,5 GHz i 4×2 GHz                                         | 4 GB              | 64 GB              | 13 MPx                                    | 4 MPx           | Android 5.0.1 (MIUI 6) | Android 7.0 (MIUI 9)  |
|                                           |                    |                    |                      |                |               |                                                                                     |                   |                    |                                           |                 |                        |                       |
| Mi Note 2                                 |                    | Zakrzywiony AMOLED | 5,7”                 | FHD 1080p      | 2016.10       | Qualcomm Snapdragon 821 2×2,35 GHz i 2×1,6 GHz                                      | 4 GB 6 GB         | 64 GB 128 GB       | 22,5 MPx                                  | 8 MPx           | Android 6.0 (MIUI 8)   | Android 8.0 (MIUI 11) |
|                                           |                    |                    |                      |                |               |                                                                                     |                   |                    |                                           |                 |                        |                       |
| Mi Note 3                                 |                    | IPS LCD            | 5,5”                 | FHD 1080p      | 2017.09       | Qualcomm Snapdragon 660 4×2,2 GHz i 4×1,84 GHz                                      | 4 GB 6 GB         | 64 GB 128 GB       | 2×12 MPx                                  | 16 MPx          | Android 7.1.2 (MIUI 9) | Android 9 (MIUI 12)   |
|                                           |                    |                    |                      |                |               |                                                                                     |                   |                    |                                           |                 |                        |                       |
| Mi Note 10rebrand Mi CC9 Pro              |                    | Zakrzywiony AMOLED | 6,47"                | 1080 × 2340 px | 2019.11       | Qualcomm Snapdragon 730G Zegar procesora: 2.20 GHz Liczba rdzeni: 8 GPU: Adreno 618 | 6 GB              | 128 GB             | 108 MPx + 12 MPx + 8 MPx + 20 MPx + 2 MPx | 32 MPx          | Android 9 (MIUI 10)    | Android 11 (MIUI 13)  |
| Mi Note 10 Pro rebrand Mi CC9 Pro Premium | 8 GB               | Zakrzywiony AMOLED | 6,47"                | 1080 × 2340 px | 2019.11       | Qualcomm Snapdragon 730G Zegar procesora: 2.20 GHz Liczba rdzeni: 8 GPU: Adreno 618 | 256 GB            |                    | 108 MPx + 12 MPx + 8 MPx + 20 MPx + 2 MPx | 32 MPx          | Android 9 (MIUI 10)    | Android 11 (MIUI 13)  |
| Mi Note 10 Lite                           |                    | Zakrzywiony AMOLED | 6,47"                | 1080 × 2340 px | 2020.04       | Qualcomm Snapdragon 730G Zegar procesora: 2.20 GHz Liczba rdzeni: 8 GPU: Adreno 618 | 6 GB              | 128 GB             | 64 MPx + 8 MPx + 5 MPx + 2 MPx            | 16 MPx          | Android 10 (MIUI 11)   | Android 12 (MIUI 13)  |
| Model                                     | Grafika            | Typ wyświetlacza   | Rozmiar wyświetlacza | Rozdzielczość  | Data premiery | Procesor                                                                            | Pamięć operacyjna | Pamięć użytkownika | Główna kamera                             | Przednia kamera | System operacyjny      | System operacyjny     |
| Model                                     | Grafika            | Typ wyświetlacza   | Rozmiar wyświetlacza | Rozdzielczość  | Data premiery | Procesor                                                                            | Pamięć operacyjna | Pamięć użytkownika | Główna kamera                             | Przednia kamera | Początkowy             | Aktualny              |

## Seria Mi Max
| Model        | Typ wyświetlacza | Rozmiar wyświetlacza | Rozdzielczość | Data premiery | Procesor                                      | Pamięć operacyjna | Pamięć użytkownika     | Główna kamera | Przednia kamera | System operacyjny      | System operacyjny                                 |
| Model        | Typ wyświetlacza | Rozmiar wyświetlacza | Rozdzielczość | Data premiery | Procesor                                      | Pamięć operacyjna | Pamięć użytkownika     | Główna kamera | Przednia kamera | Początkowy             | Aktualny                                          |
| ------------ | ---------------- | -------------------- | ------------- | ------------- | --------------------------------------------- | ----------------- | ---------------------- | ------------- | --------------- | ---------------------- | ------------------------------------------------- |
| Mi Max       | IPS LCD          | 6,44”                | FHD 1080p     | 2016.5        | Qualcomm Snapdragon 650 4×1,4 GHz i 2×1,8 GHz | 3 GB              | 32 GB + MicroSD        | 16 MPx        | 5 MPx           | Android 6.0 (MIUI 7)   | Android 7.0 (MIUI 10)                             |
| Mi Max Prime | IPS LCD          | 6,44”                | FHD 1080p     | 2016.5        | Qualcomm Snapdragon 652 4×1,8 GHz i 4×1,4 GHz | 3 GB              | 64 GB + MicroSD        | 16 MPx        | 5 MPx           | Android 6.0 (MIUI 7)   | Android 7.0 (MIUI 10)                             |
| Mi Max Prime | IPS LCD          | 6,44”                | FHD 1080p     | 2016.5        | Qualcomm Snapdragon 652 4×1,8 GHz i 4×1,4 GHz | 4 GB              | 128 GB + MicroSD       | 16 MPx        | 5 MPx           | Android 6.0 (MIUI 7)   | Android 7.0 (MIUI 10)                             |
|              |                  |                      |               |               |                                               |                   |                        |               |                 |                        |                                                   |
| Mi Max 2     | IPS LCD          | 6,44”                | FHD 1080p     | 2017.6        | Qualcomm Snapdragon 625 8×2 GHz               | 4 GB              | 64 GB 128 GB + MicroSD | 12 MPx        | 5 MPx           | Android 7.1.2 (MIUI 8) | Android 7.1.2 (MIUI 11)                           |
|              |                  |                      |               |               |                                               |                   |                        |               |                 |                        |                                                   |
| Mi Max 3     | IPS LCD          | 6,9"                 | 1080 × 2160   | 2018.7        | Qualcomm Snapdragon 636                       | 4 GB 6 GB         | 64 GB 128 GB + MicroSD | 12 MPx 5 MPx  | 8 MPx           | Android 8.1 (MIUI 9)   | Android 10 (MIUI 12 - globalny MIUI 12.5 - Chiny) |

## Seria MIX
| Model        | Grafika | Typ wyświetlacza | Rozmiar wyświetlacza | Rozdzielczość | Data premiery | Procesor                                                     | Pamięć operacyjna | Pamięć użytkownika  | Obsługa 5G | Główna kamera                                                             | Przednia kamera                                  | System operacyjny      | System operacyjny                                 |
| Model        | Grafika | Typ wyświetlacza | Rozmiar wyświetlacza | Rozdzielczość | Data premiery | Procesor                                                     | Pamięć operacyjna | Pamięć użytkownika  | Obsługa 5G | Główna kamera                                                             | Przednia kamera                                  | Początkowy             | Aktualny                                          |
| ------------ | ------- | ---------------- | -------------------- | ------------- | ------------- | ------------------------------------------------------------ | ----------------- | ------------------- | ---------- | ------------------------------------------------------------------------- | ------------------------------------------------ | ---------------------- | ------------------------------------------------- |
| Mi MIX       |         | IPS 6,4”         |                      | 2040×1080     | 2016.11       | Qualcomm Snapdragon 821 2×2,35 GHz i 2×1,6 GHz               | 4 GB 6 GB         | 128 GB 256 GB       | Nie        | 16 MPx                                                                    | 5 MPx                                            | Android 6.0 (MIUI 8)   | Android 8.0 (MIUI 11)                             |
|              |         |                  |                      |               |               |                                                              |                   |                     |            |                                                                           |                                                  |                        |                                                   |
| Mi MIX 2     |         | IPS LCD          | 5,99”                | 2160×1080     | 2017.09       | Qualcomm Snapdragon 835 4×2,45 GHz i 4×1,9 GHz               | 6 GB              | 64 GB 128 GB 256 GB | Nie        | 12 MPx (Sony IMX386)                                                      | 5 MPx (OmniVision OV5675)                        | Android 7.1.2 (MIUI 9) | Android 9 (MIUI 12)                               |
| Mi MIX 2S    |         | IPS LCD          | 5,99”                | 2160×1080     | 2018.04       | Qualcomm Snapdragon 845 4x2,8 GHz i 4x1,8 GHz                | 6 GB 8GB          | 128 GB 256 GB       | Nie        | 2×12 MPx                                                                  | 5 MPx (OmniVision OV5675)                        | Android 8.1 (MIUI 9)   | Android 10 (MIUI 12 - globalny MIUI 12.5 - Chiny) |
|              |         |                  |                      |               |               |                                                              |                   |                     |            |                                                                           |                                                  |                        |                                                   |
| Mi MIX 3     |         | Super AMOLED     | 6,39"                | 1080 × 2340   | 2018.11       | Qualcomm Snapdragon 845 4x2,8 GHz i 4x1,7 GHz                | 6GB               | 128 GB              | Nie        | 2x12 MPx (Sony IMX363, Samsung S5K3M3)                                    | 24 MPx (Sony IMX 576) 2 MPx (OmniVision OV02A10) | Android 9 (MIUI 10)    | Android 10 (MIUI 12 - globalny MIUI 12.5 - Chiny) |
| Mi MIX 3 5G  |         | Super AMOLED     | 6,39"                | 1080 × 2340   | 2019.02       | Qualcomm Snapdragon 855 1x2,84 GHz i 3x2,42 GHz i 4x1,78 GHz | 6GB               | 64 GB 128 GB        | Tak        | 2x12 MPx (Sony IMX363, Samsung S5K3M3)                                    | 24 MPx (Sony IMX 576) 2 MPx (OmniVision OV02A10) | Android 9 (MIUI 10)    | Android 9 (MIUI 12 - globalny MIUI 10 - Chiny)    |
|              |         |                  |                      |               |               |                                                              |                   |                     |            |                                                                           |                                                  |                        |                                                   |
| Mi MIX Alpha |         | Super AMOLED     | 7,92"                | 2250 x 2088   | 2019.09       | Qualcomm Snapdragon 855 1x2,84 GHz i 3x2,42 GHz i 4x1,78 GHz | 12GB              | 512 GB              | Tak        | 108 MPx (Samsung S5KHMX) + 12 MPx (Samsung S5K2L7) + 20 MPx (Sony IMX350) | Niema                                            | Android 10 (MIUI 11)   | Android 10 (MIUI 11)                              |
| Model        | Grafika | Typ wyświetlacza | Rozmiar wyświetlacza | Rozdzielczość | Data premiery | Procesor                                                     | Pamięć operacyjna | Pamięć użytkownika  | Obsługa 5G | Główna kamera                                                             | Przednia kamera                                  | System operacyjny      | System operacyjny                                 |
| Model        | Grafika | Typ wyświetlacza | Rozmiar wyświetlacza | Rozdzielczość | Data premiery | Procesor                                                     | Pamięć operacyjna | Pamięć użytkownika  | Obsługa 5G | Główna kamera                                                             | Przednia kamera                                  | Początkowy             | Aktualny                                          |

## Seria Mi A
Źródło: 
| Model                         | Grafika | Typ wyświetlacza | Rozmiar wyświetlacza | Rozdzielczość    | Data premiery | Procesor                        | Pamięć operacyjna | Pamięć użytkownika    | Główna kamera | Przednia kamera | System operacyjny           | System operacyjny        |
| Model                         | Grafika | Typ wyświetlacza | Rozmiar wyświetlacza | Rozdzielczość    | Data premiery | Procesor                        | Pamięć operacyjna | Pamięć użytkownika    | Główna kamera | Przednia kamera | Początkowy                  | Aktualny                 |
| ----------------------------- | ------- | ---------------- | -------------------- | ---------------- | ------------- | ------------------------------- | ----------------- | --------------------- | ------------- | --------------- | --------------------------- | ------------------------ |
| Mi A1 Chiny: Mi 5X            |         | LTPS LCD         | 5,5"                 | FHD 1080p        | 2017.09       | Qualcomm Snapdragon 625 8×2 GHz | 4 GB              | 32 GB 64 GB + MicroSD | 2×12 MPx      | 5 MPx           | Android 7.1.2 (Android One) | Android 9 (Android One)  |
|                               |         |                  |                      |                  |               |                                 |                   |                       |               |                 |                             |                          |
| Mi A2Chiny: Mi 6X             |         | LTPS LCD         | 5,99"                | FHD+ 1080 x 2160 | 2018.07       | Qualcomm Snapdragon 660         | 4 GB 6 GB         | 32 GB 64 GB 128 GB    | 20+12 Mpx     | 20 Mpx          | Android 8.1 (Android One)   | Android 10 (Android One) |
| Mi A2 Literebrand Redmi 6 Pro |         | IPS LCD          | 5,84"                | FHD+ 1080 x 2280 | 2018.07       | Qualcomm Snapdragon 625         | 3 GB 4 GB         | 32 GB 64 GB           | 12+5 Mpx      | 5 Mpx           | Android 8.1 (Android One)   | Android 10 (Android One) |
|                               |         |                  |                      |                  |               |                                 |                   |                       |               |                 |                             |                          |
| Mi A3 Chiny: Mi CC9e          |         | Super AMOLED     | 6.01"                | HD+ 720 x 1560   | 2019.07       | Snapdragon 665                  | 4 GB              | 64 GB 128 GB          | 48+8+2 MPx    | 32 MPx          | Android 9 (Android One)     | Android 11 (Android One) |

## Seria Mi CC
Nowa seria jest efektem współpracy firm Xiaomi i Meitu. Skrót „CC” można wyjaśnić jako „Curious and Creative”, „Camera and Click” lub „Chic and Cool”.
| Model                      | Grafika | Typ wyświetlacza   | Rozmiar wyświetlacza | Rozdzielczość    | Data premiery | Procesor                                                                            | Pamięć operacyjna | Pamięć użytkownika | Główna kamera                             | Przednia kamera | System operacyjny   | System operacyjny      |
| Model                      | Grafika | Typ wyświetlacza   | Rozmiar wyświetlacza | Rozdzielczość    | Data premiery | Procesor                                                                            | Pamięć operacyjna | Pamięć użytkownika | Główna kamera                             | Przednia kamera | Początkowy          | Aktualny               |
| -------------------------- | ------- | ------------------ | -------------------- | ---------------- | ------------- | ----------------------------------------------------------------------------------- | ----------------- | ------------------ | ----------------------------------------- | --------------- | ------------------- | ---------------------- |
| Mi CC9 Globalny: Mi 9 Lite |         | Super AMOLED       | 6,39"                | FHD+ 1080 × 2340 | 2019.07       | Qualcomm Snapdragon 710 2x2,2 GHz i 6x1,7 GHz                                       | 6 GB              | 64 GB 128 GB       | 48MPx + 8MPx + 2MPx                       | 32 MPx          | Android 9 (MIUI 10) | Android 11 (MIUI 12.5) |
| Mi CC9 Meitu               |         | Super AMOLED       | 6,39"                | FHD+ 1080 × 2340 | 2019.07       | Qualcomm Snapdragon 710 2x2,2 GHz i 6x1,7 GHz                                       | 8 GB              | 256 GB             | 48MPx + 8MPx + 2MPx                       | 32 MPx          | Android 9 (MIUI 10) | Android 11 (MIUI 12.5) |
| Mi CC9e Globalny: Mi A3    |         | Super AMOLED       | 6,01"                | HD+ 720 × 1560   | 2019.07       | Qualcomm Snapdragon 665 4x2,0 GHz i 4x1,8 GHz                                       | 4 GB 6 GB         | 64 GB 128 GB       | 48MPx + 8MPx + 2MPx                       | 32 MPx          | Android 9 (MIUI 10) | Android 10 (MIUI 12.5) |
| Mi CC9 Pro                 |         | Zakrzywiony AMOLED | 6,47"                | FHD+ 1080 × 2340 | 2019.11       | Qualcomm Snapdragon 730G Zegar procesora: 2.20 GHz Liczba rdzeni: 8 GPU: Adreno 618 | 6 GB 8 GB         | 128 GB             | 108 MPx + 12 MPx + 8 MPx + 20 MPx + 2 MPx | 32 MPx          | Android 9 (MIUI 10) | Android 11 (MIUI 13)   |
| Mi CC9 Pro Premium         | 8 GB    | Zakrzywiony AMOLED | 6,47"                | FHD+ 1080 × 2340 | 2019.11       | Qualcomm Snapdragon 730G Zegar procesora: 2.20 GHz Liczba rdzeni: 8 GPU: Adreno 618 | 256 GB            |                    | 108 MPx + 12 MPx + 8 MPx + 20 MPx + 2 MPx | 32 MPx          | Android 9 (MIUI 10) | Android 11 (MIUI 13)   |